# Minerva (nakladnik)
Minerva je bila nakladnik iz Zagreba koji je djelovao od 1926. do 1941.
Objavljivala je knjige o književnosti i kulturi te leksikografska djela za uporabu širemu čitetateljstvu. Njena najpoznatija publikacija je Leksikon Minerva, koji se smatra prvim općim modernim leksikonom na hrvatskom jeziku.[nedostaje izvor]
Minerva je objavila prvi hrvatski slikovni rječnik Šta je šta (1938.). Od ostalih leksikografskih djela objavljeni su: Leksikon zdravlja (1937.), Minervin svjetski atlas (1938.), Pedagogijski leksikon (1939.).